# Meall nan Eun
Der Meall nan Eun ist ein 928 Meter hoher Berg in den schottischen Highlands. Sein gälischer Name kann etwa mit Berg der Vögel übersetzt werden. Der Berg liegt in der Council Area Argyll and Bute im Bergland westlich von Bridge of Orchy und ist als Munro eingestuft.

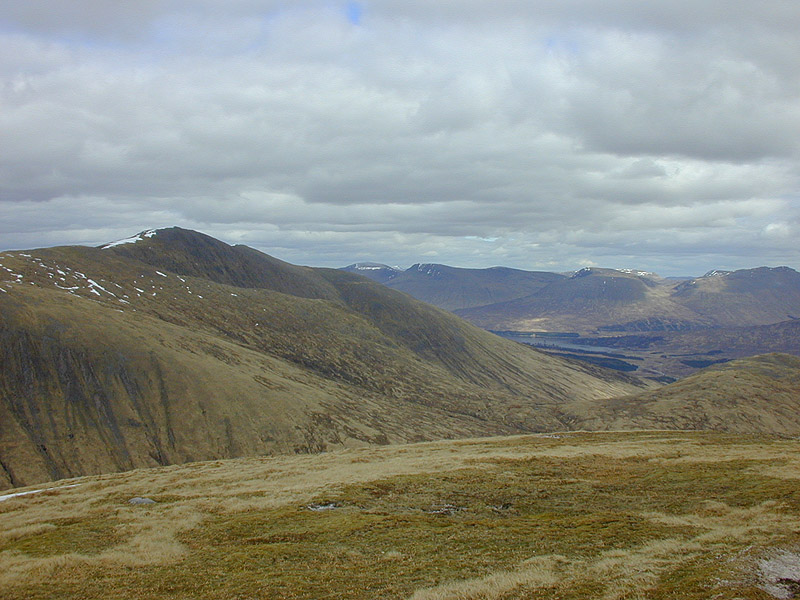
Blick vom Gipfel nach Osten, links der Stob Ghabhar, im Hintergrund Loch Tulla

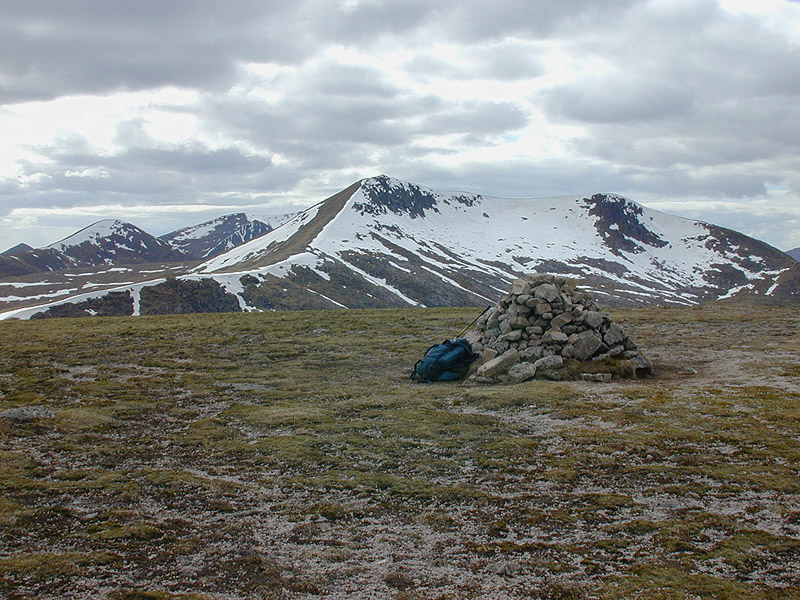
Steinmann auf dem Gipfel des Meall nan Eun, im Hintergrund der Stob Coir’ an Albannaich

Am oberen Tal Ende des vom Abhainn Shira in Loch Tulla entwässerten Glen Dochard liegend, ist der Meall nan Eun Teil einer sich von Rannoch Moor bis zum Loch Etive erstreckenden Kette von Bergen, die beginnend mit dem Stob a’ Choire Odhair im Osten und im Westen am Ben Starav endend, mehrere Munros umfasst. Direkter westlicher Nachbar ist der Stob Coir’ an Albannaich, nach Osten ist der Meall nan Eun durch den 632 Meter hohen Bealach Lairig Dhochard von den weiteren Bergen der Kette getrennt. Der Meall nan Eun überragt den Talschluss domartig mit seinem abgerundeten, in einem weiten Gipfelplateau abgeschlossenen Aufbau. Nach Norden, Osten und Süden weist er unterhalb des Gipfelplateaus steile, felsdurchsetzte Hänge auf, die im Osten markant durch das im Gipfelbereich beginnende Coire an Lighiche durchschnitten werden. Lediglich nach Westen besitzt der Meall nan Eun sanftere Hänge zum Talschluss des Glen Ceitlein sowie einen hochgelegenen Übergang über den 877 Meter hohen Beinn Tarsuinn zum Stob Coir’ an Albannaich. 
Aufgrund der nach Osten und Süden sehr abweisenden steilen und felsigen Hänge wird der Meall nan Eun von den meisten Munro-Baggern aus Richtung Westen bestiegen, meist kombiniert mit einer Besteigung des Stob Coir’ an Albannaich. Ausgangspunkt ist die ehemalige Farm Coileitir im Glen Etive. Von dort führt der kürzeste Anstieg durch das Tal des Allt Ceitlein und das Coirean Riabhach am Talschluss von Nordwesten auf das Gipfelplateau. Alternativ kann vom Stob Coir’ an Albannaich über den Beinn Tarsuinn der Gipfel erreicht werden. Beide Anstiege weisen unterhalb des Gipfelplateaus schrofige, felsdurchsetzte steile Abschnitte auf. Anstiege von Osten durch das Glen Dochard haben ihren Ausgangspunkt am Westende von Loch Tulla, erfordern aber deutlich längere Zustiege und teilweise klettertechnische Fähigkeiten. 